# Satan's Choice MC
I Satan's Choice Motorcycle Club (Club di motociclismo della Scelta di Satana) sono stato un gruppo motociclistico canadese che operava nell'Ontario, il cui apice fu raggiunto nel 1977 con 12 capitoli (chapter) in Ontario e uno a Montréal in Québec.

## Storia

### Nascita
Il primo capitolo dei Satan's choice nacque alla fine degli anni '50 a Toronto, ritrovandosi al ristorante del centro Aida's. I membri erano solo 45 e non erano ancora un gruppo criminale Il club fu dismesso nel 1963, ma il nome servì per altri 4 gruppi di motociclisti: i Phantom Riders, i Canadian Lancers, i Throttle Twisters, e i Wild Ones che si unirono insieme e fondarono nel 1965 il nuovo Satan's Choice.
Bernie Guindon, ex presidente dei Phantom Riders divenne il primo presidente dei Satan's Choice e successivamente ne divenne il presidente nazionale. Il gruppo si è strutturato in modo usando una serie di regolamenti invece di una singola costituzione scritta come altri club.

### Attività criminale
Verso la fine degli anni '60 e l'inizio degli anni '70, il Satan’s Choice MC si evolse lentamente in un gruppo di criminalità organizzata a causa dei grandi profitti potenziali derivanti da attività criminali. Mentre erano coinvolti in una serie di attività criminali che erano tipiche per le bande di motociclisti (quali rapine, furti e aggressioni), si resero profondamente coinvolti nella produzione di droga e nel suo traffico. Il gruppo gestiva, infatti, un certo numero di laboratori di droga nel nord dell'Ontario, con una produzione incentrata soprattutto sul PCP e sulle metanfetamine. La svolta criminale del gruppo coincise anche con la crescita di questo che raggiunse i 300 membri nel 1970, rendendolo il secondo gruppo motociclistico al mondo.
Nel '74 scoppiò una guerra contro i Popeyes MC: questi ultimi avevano attaccato il gruppo dei Devil's Disciples, alleati del gruppo motociclistico, causando un conflitto della durata di due anni con i Satan's.  Il conflitto indebolì tutti i club motociclistici fondati in Canada e ciò portò club stranieri (come gli Hells Angels) a prendere gradualmente il controllo della nazione.
Nonostante raggiunsero nel 1977, l'apice di 12 capitoli (chapter) in Ontario e uno a Montréal, in Québec, il gruppo iniziò a subire un declino, perdendo capitoli (cedendone alcuni agli Outlaws MC) e membri, anche per via dell'incarcerazione del leader del gruppo, Bernie Guindon, con l'accusa di spaccio di droga.
Tra gli anni 80' e 90' il gruppo, seppur ridimensionato, era ancora forte e continuava la sua produzione e traffico di metanfetamine.

### Ultimi anni
Nell'estate del 1995, sfociò un nuovo conflitto con il gruppo dei Loners, in cui vennero trainati da un piccolo gruppo alleato, i Diablos. Proprio per questa guerra tra bande i Santan's Choice, divennero bersaglio di un'operazione di polizia denominata Project Dismantle, con il fine di smantellare l'organizzazione accusando 161 persone associate al club.
Nel 1996, Bernie Guindon, lasciò definitivamente la leadership. La guida del nuovo presidente Andre Wattel, decise di unirsi agli Hells Angels, abbandonando l'identità e l'autonomia del proprio club. I Satan's Choice, insieme ad altre bande di motociclisti dell'Ontario, inclusi i Loners, vennero definitivamente "rattoppate" e assorbite dagli Hells Angels il 29 dicembre 2000.

## Filmografia
Satan's Choice, regia di Donald Shebib (1965)